# Glasflügelzikaden

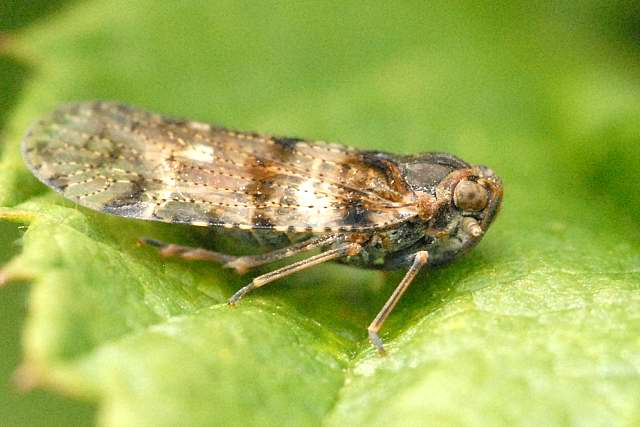
Gemeine Glasflügelzikade (Cixius nervosus)

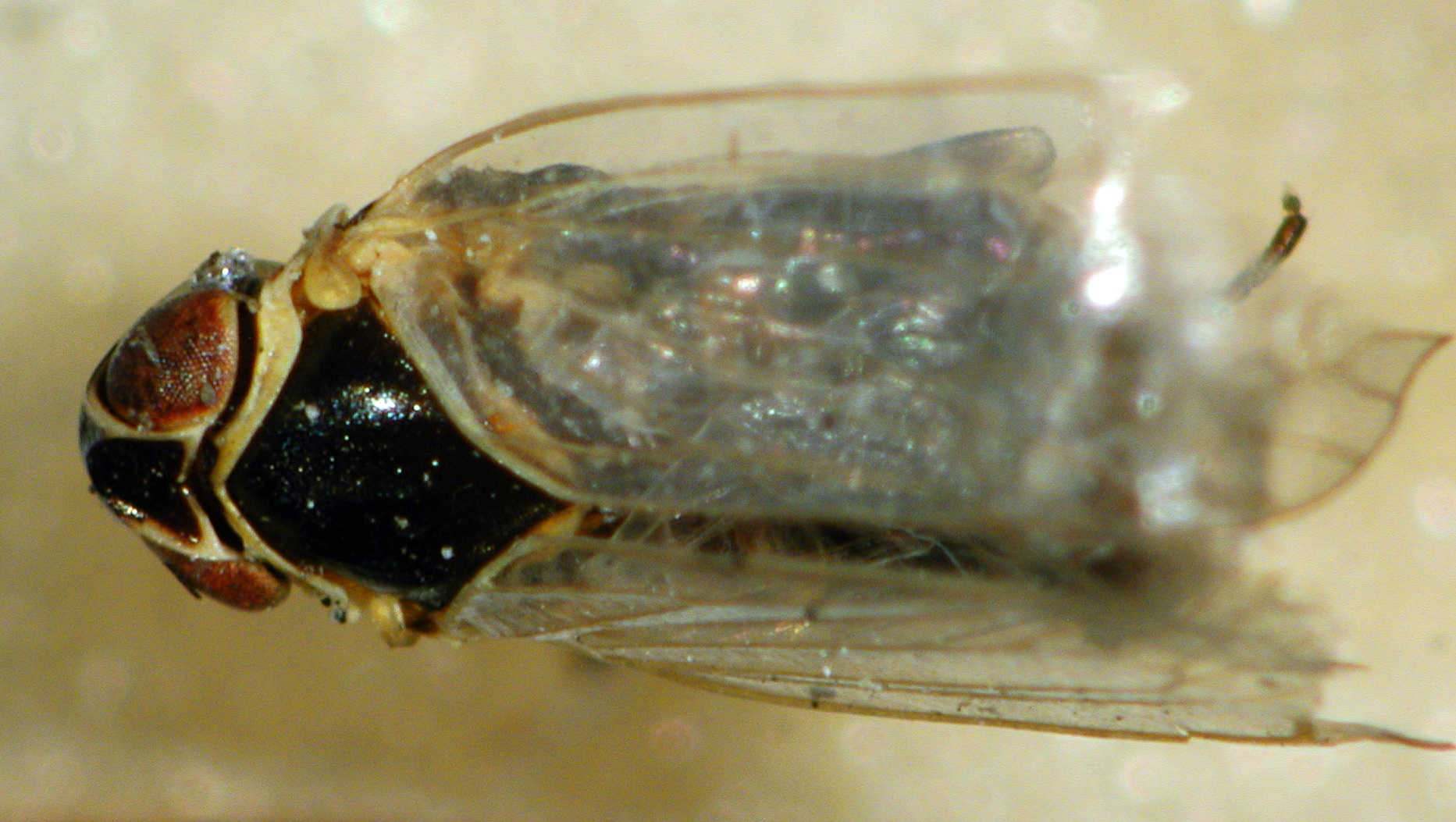
Winden-Glasflügelzikade (Hyalesthes obsoletus)

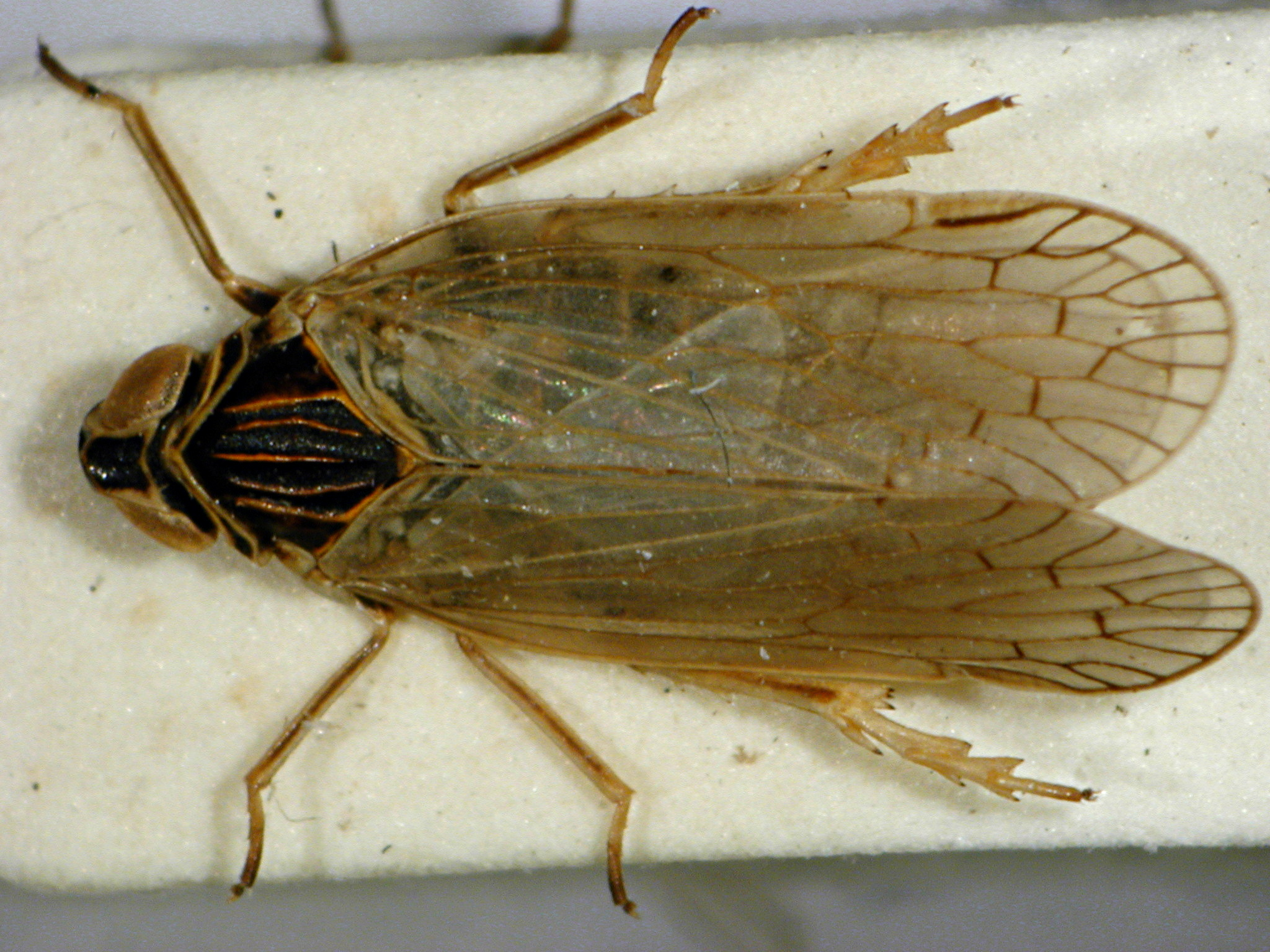
Schilf-Glasflügelzikade (Pentastiridius leporinus)

Die Glasflügelzikaden (Cixiidae) sind eine weltweit verbreitete Familie der Spitzkopfzikaden, innerhalb derer sie mit über 2100 Arten aus über 150 Gattungen eine der artenreichsten Familien darstellen. In Europa sind 149 Arten in 21 Gattungen vertreten, davon in Mitteleuropa 34 Arten in 10 Gattungen und in Deutschland 20 Arten in 7 Gattungen.
Manche Glasflügelzikaden sind als Überträger von Pflanzenkrankheiten bekannt, z. B. Haplaxius crudus an Palmen in der Karibik, die Winden-Glasflügelzikade (Hyalesthes obsoletus) an Weinreben in Mitteleuropa oder die Schilf-Glasflügelzikade (Pentastiridius leporinus), die zunehmend in Süddeutschland auftritt und ein pflanzenschädigendes Bakterium vor allem auf Kartoffeln, Zuckerrüben und Wurzelgemüse überträgt, was die Pflanzenkrankheit Stolbur auslöst. Neben Wurzelgemüse wie Möhren, Rote Bete, Sellerie und Zwiebeln sind auch Kohl sowie teils Rhabarber und Paprika bedroht.

## Merkmale
Die Vertreter der Familie sind von „mittlerer“ Größe, ihre Körperlängen betragen zwischen 3 und 11 Millimetern. Die Flügel sind meist transparent, worauf der deutsche Familienname Bezug nimmt. Viele Arten tragen auf den Flügeladern beborstete Höcker, sogenannte Tuberkel.

## Lebensweise
Die Larven leben unterirdisch und saugen an Wurzeln, während die erwachsenen Tiere meist oberirdisch an Gräsern, Kräutern, Bäumen und Sträuchern leben. In oberflächennahen Höhlensystemen (z. B. auf Hawaii, den Kanarischen Inseln, den Azoren und in Süditalien) finden sich auch unpigmentierte, oft blinde, permanent unterirdisch lebende Arten.

## Systematik
Die Familie der Glasflügelzikaden umfasst die drei Unterfamilien Borystheninae, Bothriocerinae und Cixiinae. Letztere wird in 15 Triben unterteilt. In Europa kommen nur Vertreter der Cixiinae vor.

### Arten in Mitteleuropa (Auswahl)
- Föhren-Glasflügelzikade (Apartus michalki)
- Alpen-Glasflügelzikade (Cixius alpestris)
- Fichten-Glasflügelzikade (Cixius beieri)
- Kambrische Glasflügelzikade (Cixius cambricus)
- Busch-Glasflügelzikade (Cixius cunicularius)
- Wald-Glasflügelzikade (Cixius distinguendus)
- Hain-Glasflügelzikade (Cixius dubius)
- Rhododendron-Glasflügelzikade (Cixius heydenii)
- Gemeine Glasflügelzikade (Cixius nervosus)
- Torf-Glasflügelzikade (Cixius similis)
- Dorn-Glasflügelzikade (Cixius simplex)
- Französische Glasflügelzikade (Cixius sticticus)
- Trug-Glasflügelzikade (Cixius stigmaticus)
- Südliche Glasflügelzikade (Cixius wagneri)
- Ulmen-Glasflügelzikade (Hyalesthes luteipes )
- Winden-Glasflügelzikade (Hyalesthes obsoletus)
- Griechische Glasflügelzikade (Hyalesthes philesakis)
- Weiden-Glasflügelzikade (Myndus musivus)
- Kiesbank-Glasflügelzikade (Pentastiridius beieri )
- Schilf-Glasflügelzikade (Pentastiridius leporinus)
- Östliche Glasflügelzikade (Reptalus cuspidatus)
- Rosen-Glasflügelzikade (Reptalus panzeri)
- Pfriemen-Glasflügelzikade (Reptalus quinquecostatus)
- Pelz-Glasflügelzikade (Tachycixius pilosus)
- Streifen-Glasflügelzikade (Tachycixius venustulus)
- Weiße Glasflügelzikade (Trigonocranus emmeae)